# Estadi Xeic Zayed
L'Estadi Xeic Zayed (àrab: إستاد مدينة زايد, Istād Madīnat Zāyid) o Ciutat Esportiva Zayed (àrab: مدينة زايد الرياضية, Madīnat Zāyid ar-Riyāḍiyya) és un estadi multifuncional ubicat a la ciutat d'Abu Dhabi, als Emirats Àrabs Units. Habitualment és usat per la pràctica del futbol, tot i que també pot albergar proves d'atletisme. Porta el nom del xeic Zayed bin Sultan Al Nahyan, fundador i primer president dels Emirats Àrabs Units. La construcció de l'estadi es completà l'any 1979 i tenia una capacitat per a 60.000 persones, però les normes de la seguretat de la FIFA l'han reduït a 49.500 persones. Ha estat seu de diversos esdeveniments internacionals i regionals com el torneig de futbol GCC el 1982, 1994, i 2007. També fou seu de la final de la Copa Federació Asiàtica el 1996 entre els EAU i Aràbia Saudita, que guanyà aquest darrer des del punt de penal. També s'hi disputà el partit inaugural i el final de la Copa del Món Juvenil de la FIFA del 2003. També és la seu habitual de la final de la Copa dels Emirats Àrabs Units de futbol. Ha estat designat seu de les edicions dels anys 2009 i 2010 del Campionat del Món de Clubs de futbol.
El desembre de 2017 va ser la seu de la final del Campionat del Món de Clubs de futbol 2017, entre el Reial Madrid i el Grêmio de Porto Alegre.